# طاهر حسين
طاهر حسين هو منتج أفلام ومؤلف وكاتب سيناريو ومخرج وممثل هندي (وحمل سابقاً جنسية الراج البريطاني)، ولد في 19 سبتمبر 1938 في الهند، وتوفي بنفس المكان في 2 فبراير 2010 بسبب نوبة قلبية.

## وصلات خارجية
- طاهر حسين على موقع IMDb (الإنجليزية)
- طاهر حسين على موقع قاعدة بيانات الفيلم (الإنجليزية)
- طاهر حسين على موقع كينوبويسك (الروسية)